# Las Terrazas (Cuba)
Las Terrazas est une petite éco-communauté touristique rurale fondée en 1968 dans la sierra del Rosario. Elle fait partie de la municipalité de Candelaria, province d'Artemisa, dans la partie occidentale de Cuba.
Elle se trouve dans la réserve de biosphère de la sierra del Rosario, créée en 1984. Elle a été classée Monument national dans la catégorie du Paysage culturel.

## Toponymie
Son nom lui vient des terrasse aménagées sur les flancs des collines dans le cadre du projet de reboisement des années 1960 pour y replanter les arbres, afin d'éviter qu'ils déracinés par les pluies ou l'érosion.

## Géographie
Las Terrazas se trouve dans la municipalité de Candelaria, à environ 80 km au sud-ouest de La Havane et 20 km au nord-est de Soroa, 
sur la rivière San Juan (techniquement un fleuve) dans la sierra del Rosario, à l'extrémité orientale de la cordillère de Guaniguanico. Elle est située sur la rive sud d'un lac formé par la rivière San Juan. Dans les environs se trouve également la rivière Bayate.
Las Terrazas est environnée de petits sommets comme El Taburete, Las Delicias, Las Peladas… Sa superficie est de 22 ha.

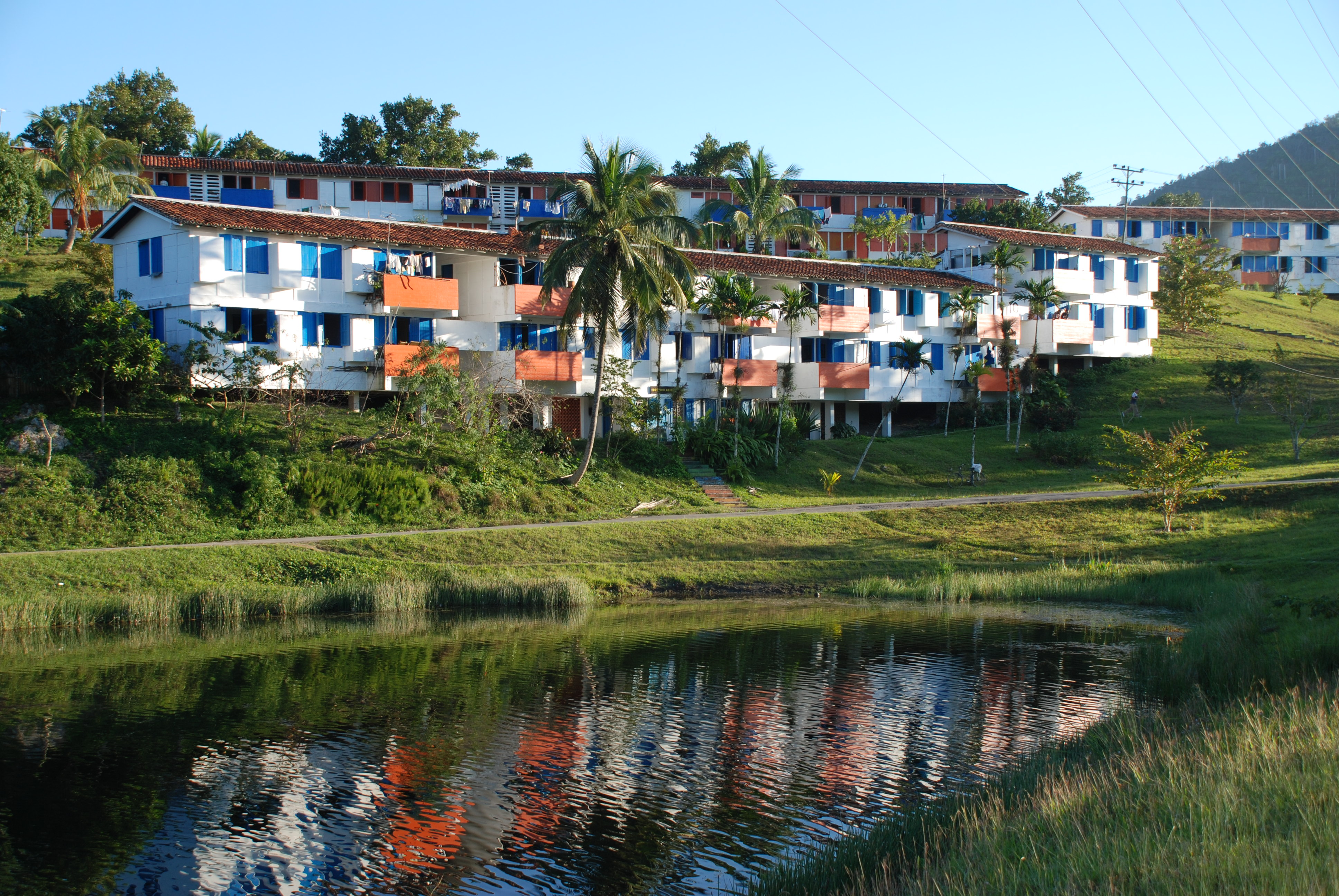
Bâtiment d'habitations.

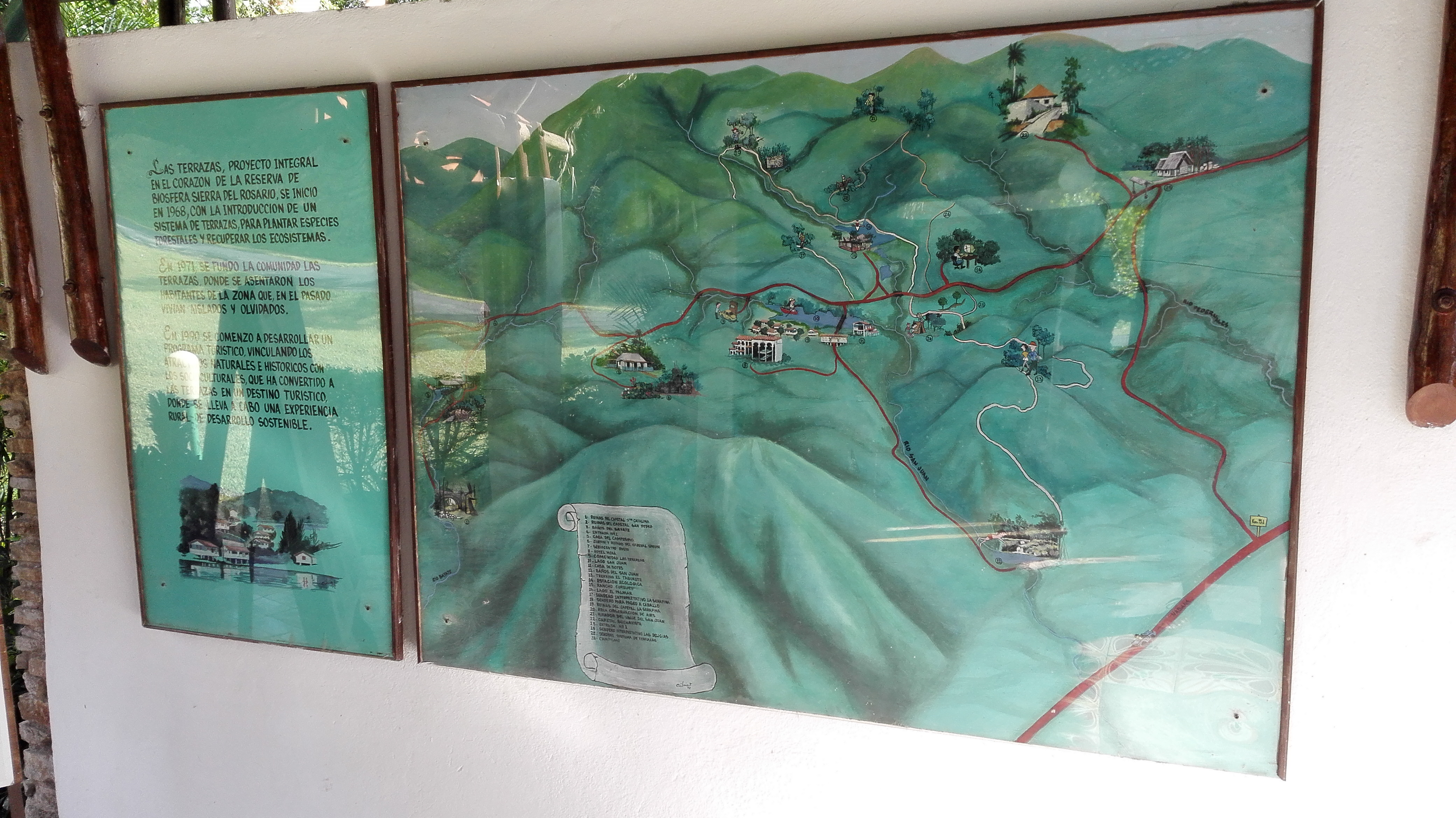
Plan de Las Terazas.

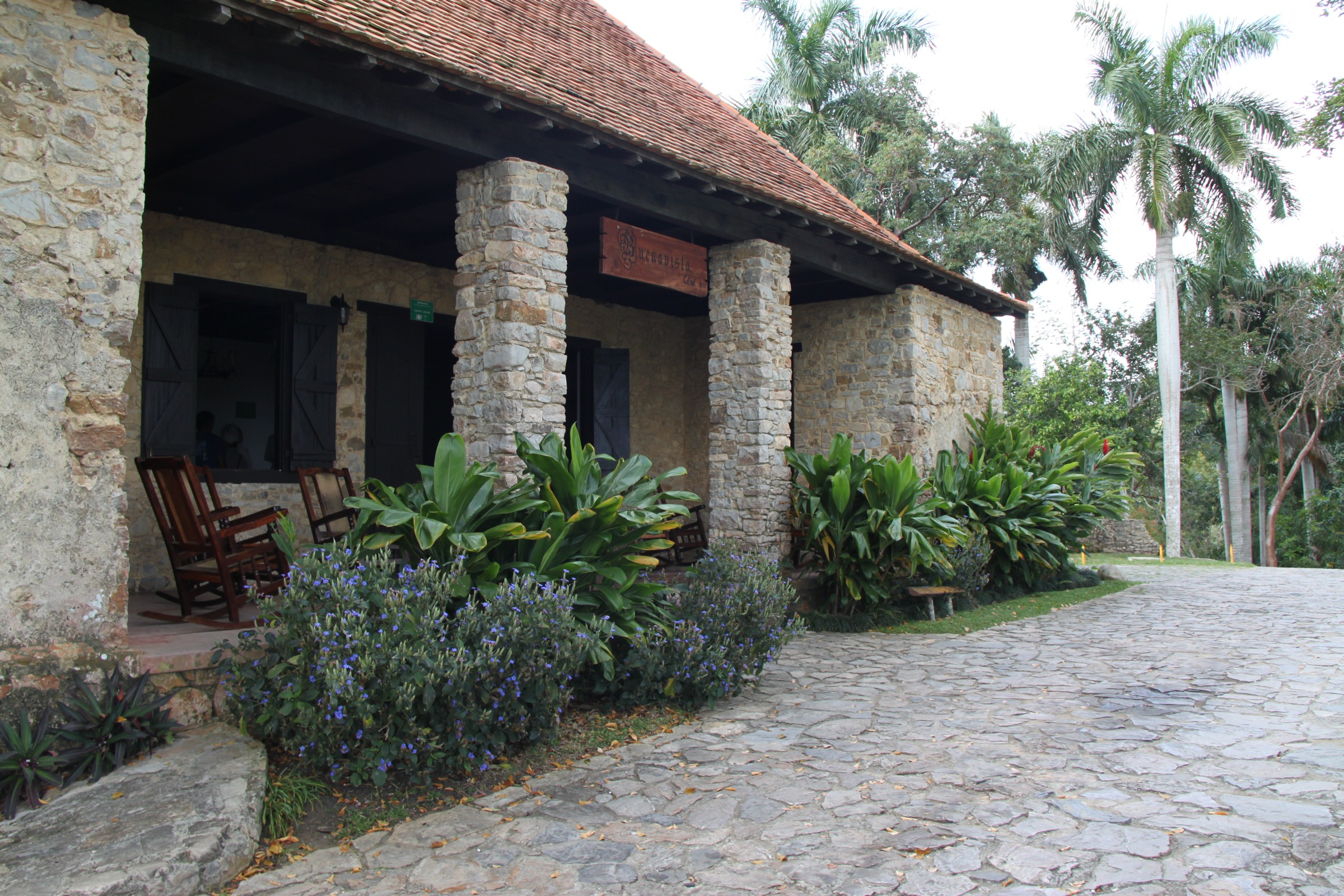
Buenavista.

Son noyau central comprend 67 maisons isolées. Dans la partie la plus haute se trouve le centre du village ou place communautaire, avec les principales installations de service : cercle social communautaire, café extérieur, cave, magasin mixte, salon de coiffure, poste médical, laboratoire, pharmacie, cinéma et salle vidéo, musée, bibliothèque et au fond la maternelle. Au sud de ce noyau, le reste des habitations se trouve dans des bâtiments pour la plupart à deux étages, sur terrasses. Entre les deux sites il y a un petit lac artificiel et à côté de lui un café-restaurant.
Dans les environs proches se trouve la plantation de café de Buenavista, sur la colline Las Peladas à environ 240 m d'altitude. Implantée par des immigrants français au début du XIXe siècle, elle a été sauvée par le projet en 1994. C'est une des plus anciennes plantations de café de Cuba en activité. Les techniques et l'outillage du XIXe siècle y sont encore remarquablement bien préservées. La maison de maître est devenue un restaurant.

## Population
En 2020 la population est de 1 014 personnes, dont 273 familles. Il s'agit d'une population jeune, fait remarquable dans le contexte démographique du pays : 52 % de sa population totale a moins de 35 ans et l'âge moyen est de 33 ans (en 2020). La population active atteint 629 personnes, dont 62 % travaillent dans le tourisme, 30 % dans les services communautaires et les 8 % restants dans l'activité forestière. L'espérance de vie des habitants est de 79 ans et la mortalité infantile a été nulle entre 2010 et 2020.

## Histoire

### Avant la révolution
On peut de nos jours visiter les ruines des plantations de café de San Idelfonso et El Contento, datant de la première moitié du XIXe siècle. Mais dans les années 1820-1830, au plus haut du marché du café, les environs de Las Terrazas comptent 54 plantations de café. De grandes étendues de terres alentour sont défrichées par les Européens pour ces plantations et pour des pâturages pour le bétail.
Avant la révolution, la zone est notée pour sa pauvreté. À l'époque la plupart des habitants de la Sierra vivent dans des huttes de fortune. Des paysans pauvres sont dispersés sur les lieux, travaillant à la récolte de canne à sucre pendant les cinq mois durant et s'occupant de bétail, ramassant du bois et s'efforçant de gagner leur vie tant bien que mal pendant les sept mois de la période creuse. Quelques-uns sont charbonniers ambulants. Les plus riches possèdent un petit lopin de terre — ceux-là sont principalement des descendants de Français.

### La révolution: les débuts
La révolution, qui amène l'abolition de la propriété pour les terres de plus de 400 ha et la redistribution de ces terres avec la garantie d'un minimum de deux caballerias (es) soit 26 ha par personne, marque le début du développement de la sierra del Rosario. Cette réforme, et l'éducation obligatoire qui a eu un gros impact social, sont les seuls changements qui marquent la région pour la période suivant la révolution : l'amélioration du standard de vie a été long à y arriver.

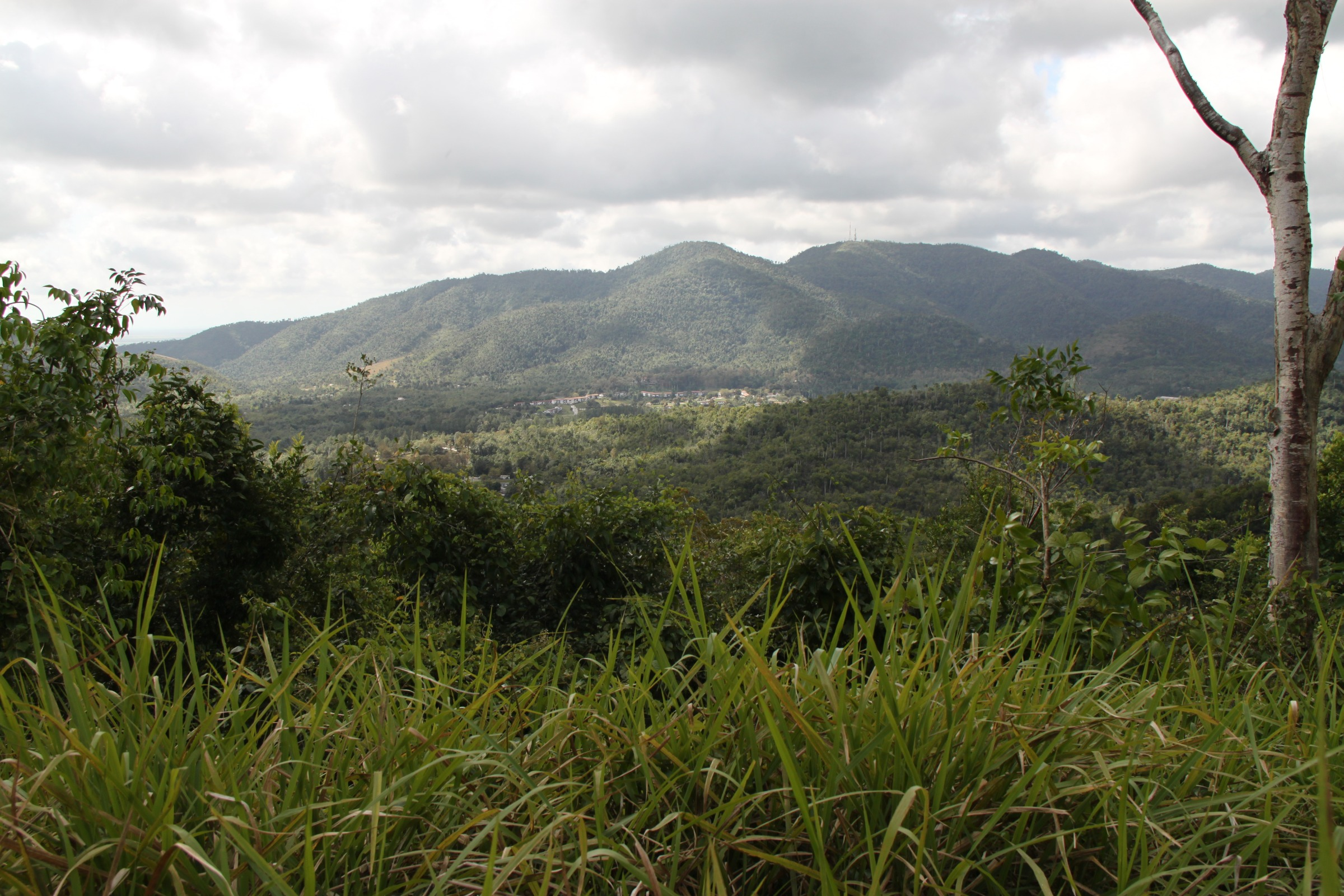
Collines boisées.

### La «seconde révolution» de 1968
1968 est la « révolution de la sierra del Rosario » : c'est l'année où débute le « Plan Sierra del Rosario », un schéma de development rural initié par Osmany Cienfuegos, le frère de Camilo Cienfuegos. « Plan » avec guillemets car ce n'est pas un plan décidé — et imposé — en bloc dans un lointain bureau : c'est l'évolution même des lieux, vue entre autres par les habitants locaux, qui décide des prochains pas. Une expression peut-être un peu plus juste serait « expérience de développement intégré ». D'aucuns parmi les locaux mentionnent ce qui s'est passé comme « le vrai bénéfice de la révolution ».
Le premier événement est la construction d'une route. Puis l'idée vient de planter des arbres et du café pour enrichir la végétation, ce pour quoi il faut créer des terrasses sur les flancs de collines. Mais ces terres sont à l'époque morcelées en petites propriétés privées. Osmany Cienfuegos propose aux paysans de collectiviser ces terres en échange de maisons meublées pour chacun. La plupart des paysans donnent leur accord, et l'arrivée des maisons suit celle de la route ; quelques-uns refusent, qui vivent toujours là où ils ont décidé de rester, géographiquement en dehors de la nouvelle communauté. Cette nouvelle communauté est fondée en 1971, et inaugurée en 1975.
Ensuite viennent les terrasses des collines, ce qui font d'elles des terres arables. La reforestation se déroule essentiellement entre 1983 et 1990, avec quelque 6 M (ou 8 M ?) d'arbres plantés sur environ 4 900 ha : acajou, hibiscus, pamplemousses, avocatiers, mandariniers, cèdres et de nombreuses autres espèces.
Avec l'architecte Osmany Cienfuegos, initiateur de l'idée originelle, Marcia Leiseca est un autre personnage important dans la naissance de Las Terrazas. Avant de devenir vice-ministre de la culture, elle aussi y participe dès le tout début, en 1966, comme conseillère socioculturelle. C'est l'un de ses deux grands projets de vie — l'autre étant la Maison des Amériques (Casa de las Américas).
Une des stations de recherches écologiques (Centro de reserva del Canopy) de la réserve de biosphère de la sierra del Rosario (créée en 1984), a été installée dans ce lieu.

### La crise des années 1990

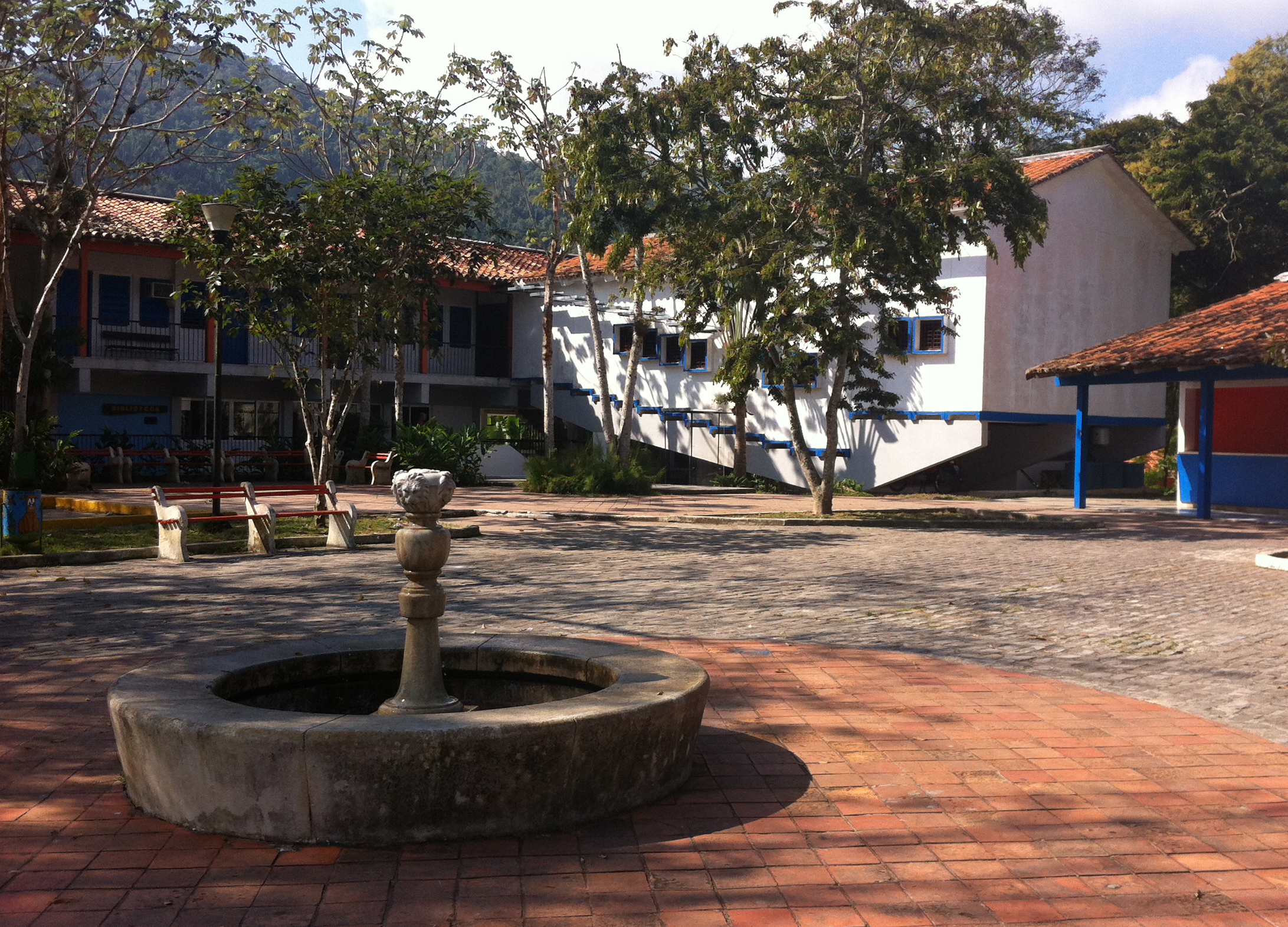
Au centre du village.

À la suite de la perte de vitesse de l'URSS et de sa dissolution fin 1991, une crise économique secoue le pays dans les années 1990 et notamment dans le domaine agricole : Cuba ne peut plus acheter de pesticides et fertilisants synthétiques, ni de carburants et de tracteurs soviétiques. Pour limiter les dégâts, Cuba se tourne — très soudainement — vers le tourisme. Osmany Cienfuegos est à nouveau en charge, et Las Terrazas suit le mouvement — mais mise à fond sur le tourisme durable. Plusieurs attractions touristiques sont créées ainsi qu'un hôtel de luxe, La Moka ; et un restaurant végétarien bio, El Romero (ce dernier ouvert en 2003).

### De nos jours
Une école des métiers se trouve à Las Terrazas. 

Un magazine mensuel de 4 pages, El Terracero, est écrit, publié et lu par les habitants ; il inclut des débats sur les développements politiques, des reportages sur les succès et les échecs politiques et économiques actuels et des articles sur l'histoire de la communauté.

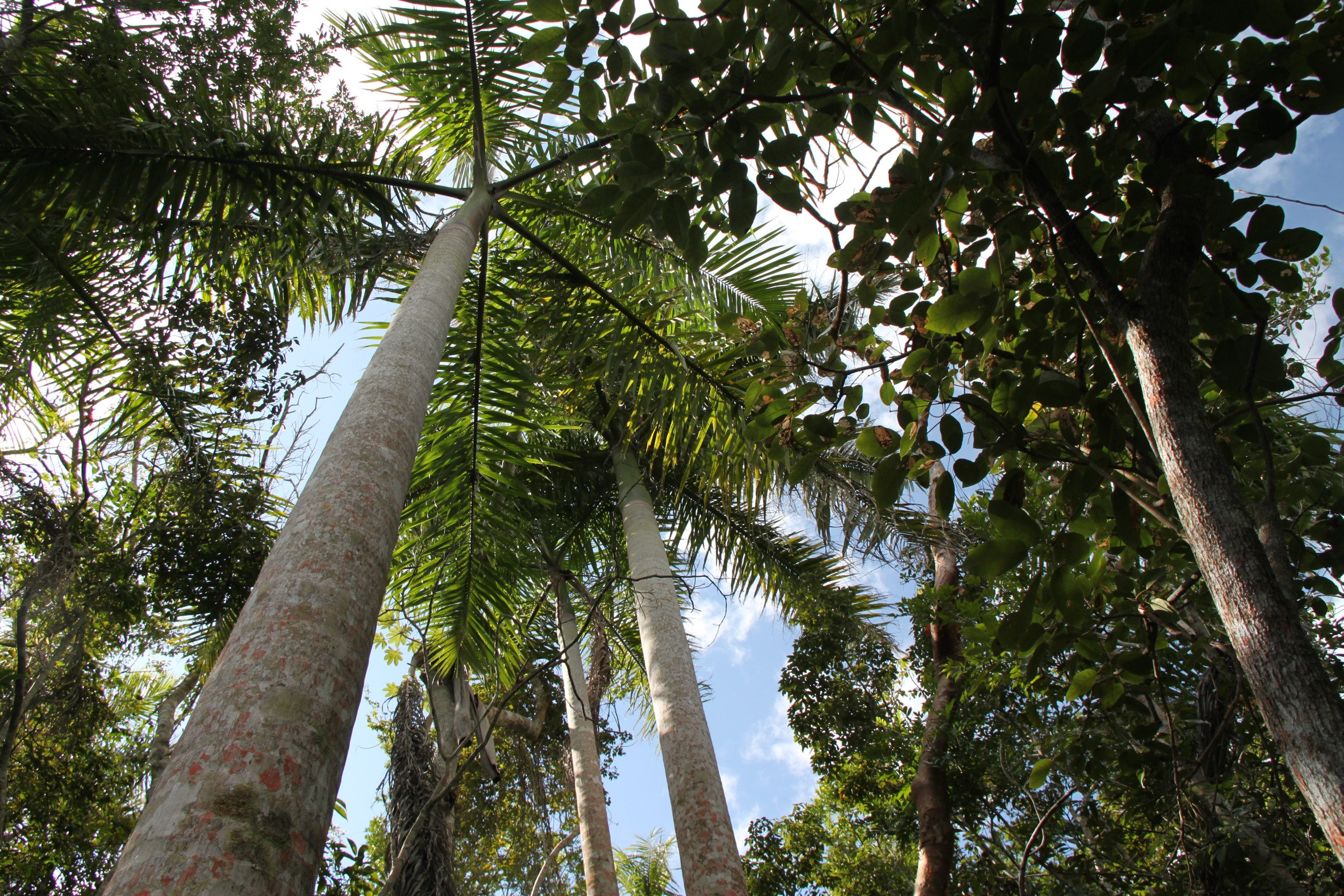
Végétation.

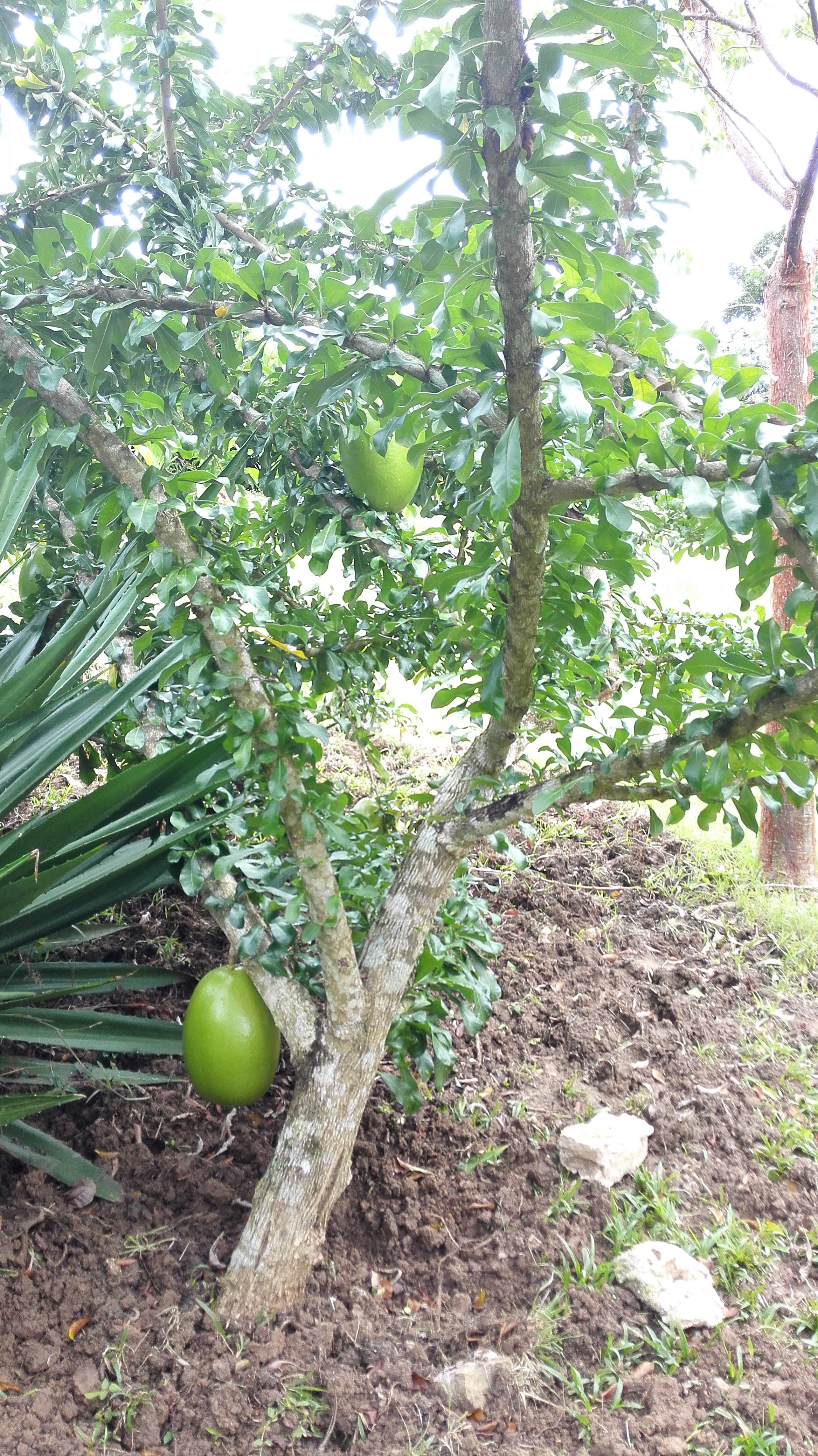
Un jeune arbre fruitier.

Dans le paysage culturel rural de Cuba, la communauté de Las Terrazas représente un cas unique, non seulement en raison des valeurs architecturales, formelles, paysagères et du dialogue approprié entre la nature et l'infrastructure construite par l'homme, mais pour avoir réussi à conserver son intégrité et son identité et à l'enrichir tout au long de son évolution. Elle a reçu le Prix national de conservation et a été classée Monument national dans la catégorie du Paysage culturel, et est parfois appelée le Shangri-La de Cuba. Certains doutent qu'un autre projet d'une telle magnitude puisse être mis en place ; mais il sert de guide envers plus de respect de l'environnement. Selon Williams (2014), son succès dépasse sans doute celui de la révolution cubaine.

## Environment
Le fait que Las Terrazas ait opté dès le départ pour un tourisme vert et durable avec un nombre limité de visiteurs par jour souligne le caractère modèle d'une communauté prospère. Noter que Cuba est de nos jours l'un des pays les plus avancés en développement durable ; la plupart de ses fermes sont organiques et la quasi absence de fertilisants et pesticides synthétiques fait de ses cours d'eau un modèle de propreté.
Audrey Azoulay, directrice générale de l'UNESCO, a visité en 2019 la réserve de biosphère Sierra del Rosario et est passée à Las Terrazas.

### Faune
La faune locale inclut plus de 120 espèces d'oiseaux soit migrateurs soit endémiques à Cuba ; on peut y voir le todier de Cuba (Todus multicolor, endémique à Cuba), le trogon de Cuba ou tocororo (oiseau national, Priotelus temnurus), cinq espèces de pics (dont le pic flamboyant), l'oriole cubain (en), la paruline de Fernandina, le moucherolle tête-fou, le moqueur polyglotte,…

### Énergie
L'installation d'une éolienne est débattue pour produire l'énergie nécessaire au pompage de l'eau, avec une étude publiée en 2020. Une éolienne à axe de rotation horizontal serait implantée sur la colline El Salon.

## Tourisme
Le tourisme reste aujourd'hui la principale source de revenus de la communauté et a probablement contribué à assurer sa survie et son entretien au-dessus des normes cubaines en général. Outre les recherches scientifiques qu'elle mène, la station de recherches écologiques de la réserve de biosphère offre des activités centrées autour de l'environnement pour les enfants, étudiants et adultes. Las Terrazas est, avec Soroa, l'un des deux lieux offrant des activités touristiques dans la réserve de biosphère de la sierra de Rosarios,. Avec l'introduction des activités touristiques à partir de 1994, la conservation du patrimoine bâti est protégée et les nouvelles constructions doivent avoir des caractéristiques similaires à celles existantes.
Las Terrazas est aussi, avec Viñales et la péninsule de Zapata, l'un des trois lieux de Cuba où l'éco-tourisme est un élément stratégique dans le développement local.

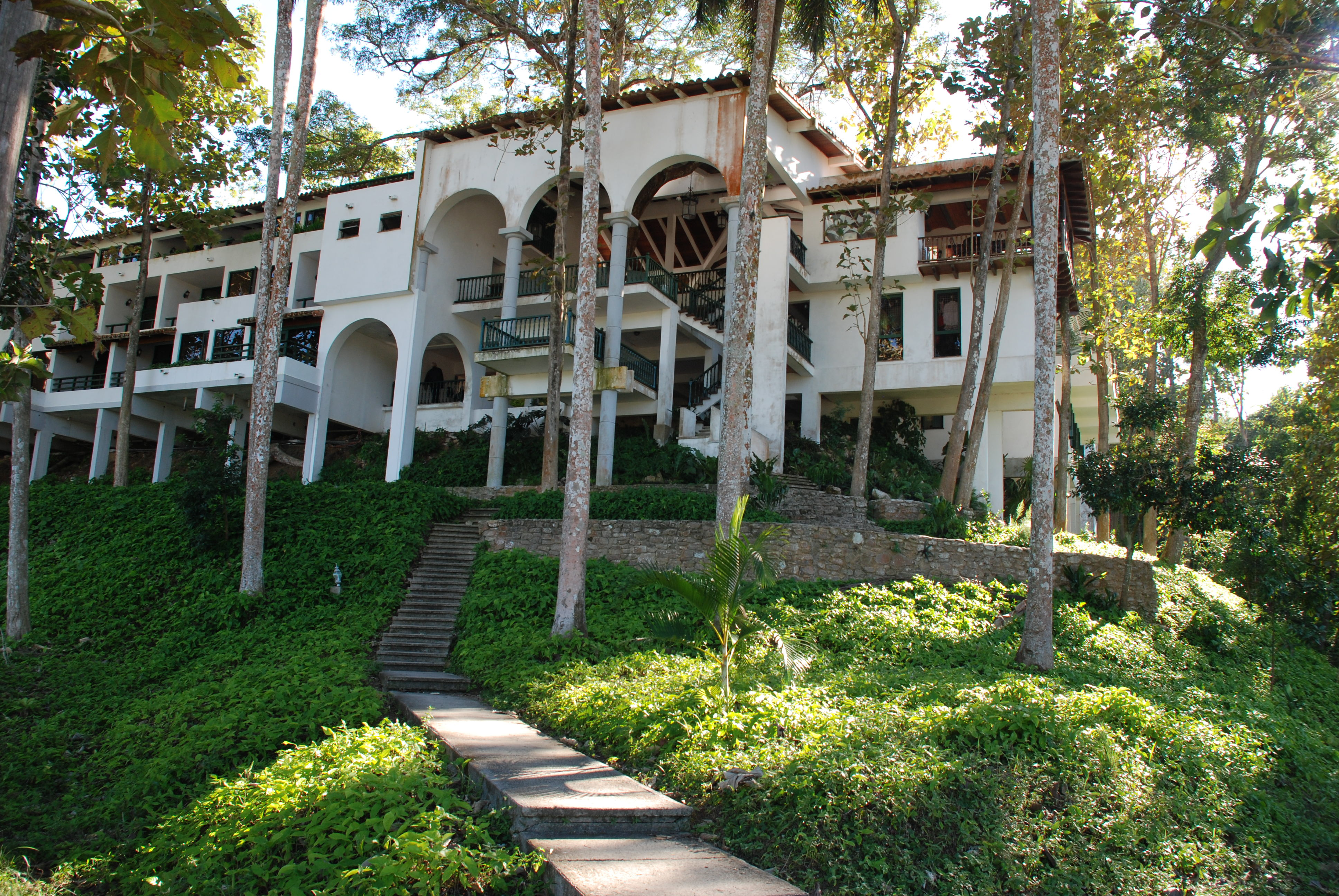
Hôtel Moka.

Par ailleurs le lieu propose de belles excursions, parmi lesquelles le sentier de la Serafina, l'escalade du Taburete et de l'El Contento, le chemin Las Delicias des piscines naturelles sur les rives du fleuve San Juan… Les rivières Bayate et San Juan offrent des piscines naturelles. Au sommet de l Taburete se trouve un monument célébrant les Cubains ayant suivi le Che Guevara.
Une tyrolienne (Canopy tour) de 1,6 km de long qui domine le lac, avec de belles vues sur les environs.
Il y a un hôtel : l'hôtel Moka, avec 42 chambres 4 étoiles, inauguré le 28 septembre 1994. Sa conception constitue une bonne adaptation à la topographie et au respect de la nature ; il reprend des éléments de l'architecture traditionnelle cubaine et locale. Plus de 10 restaurants sont également présents, proposant des cuisines diverses (cuisine cubaine typique, cubaine moderne, créole, végétarienne, poissons et fruits de mer, spécialité d'aliments frais organiques), et plusieurs bars. D'anciennes haciendas partiellement restaurées ont été transformées en restaurant : Buenavista et l'hacienda Unión (3,5 km à l'ouest de l'hôtel Moka). De nombreuses casas particulares sont notées dans les environs.

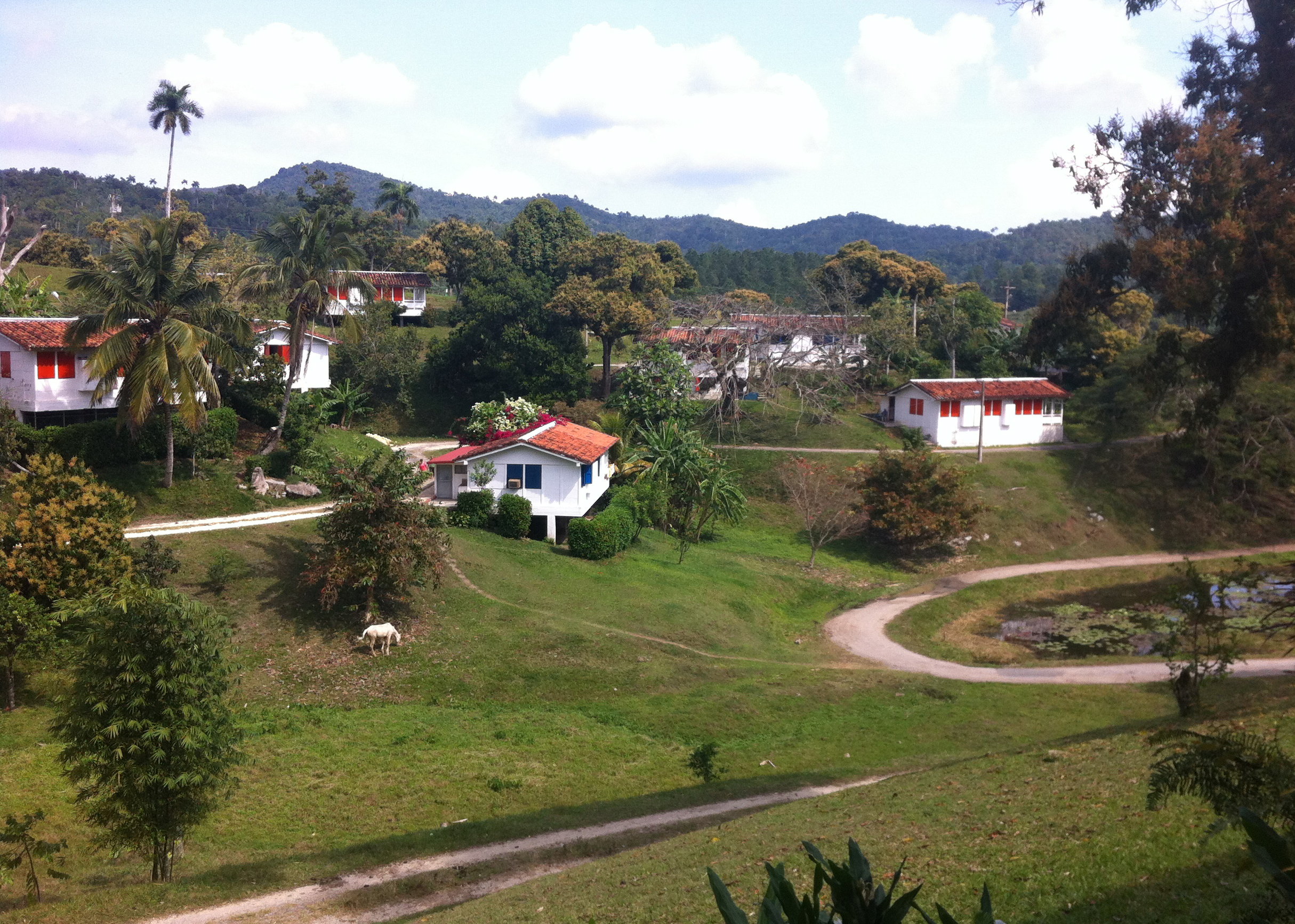
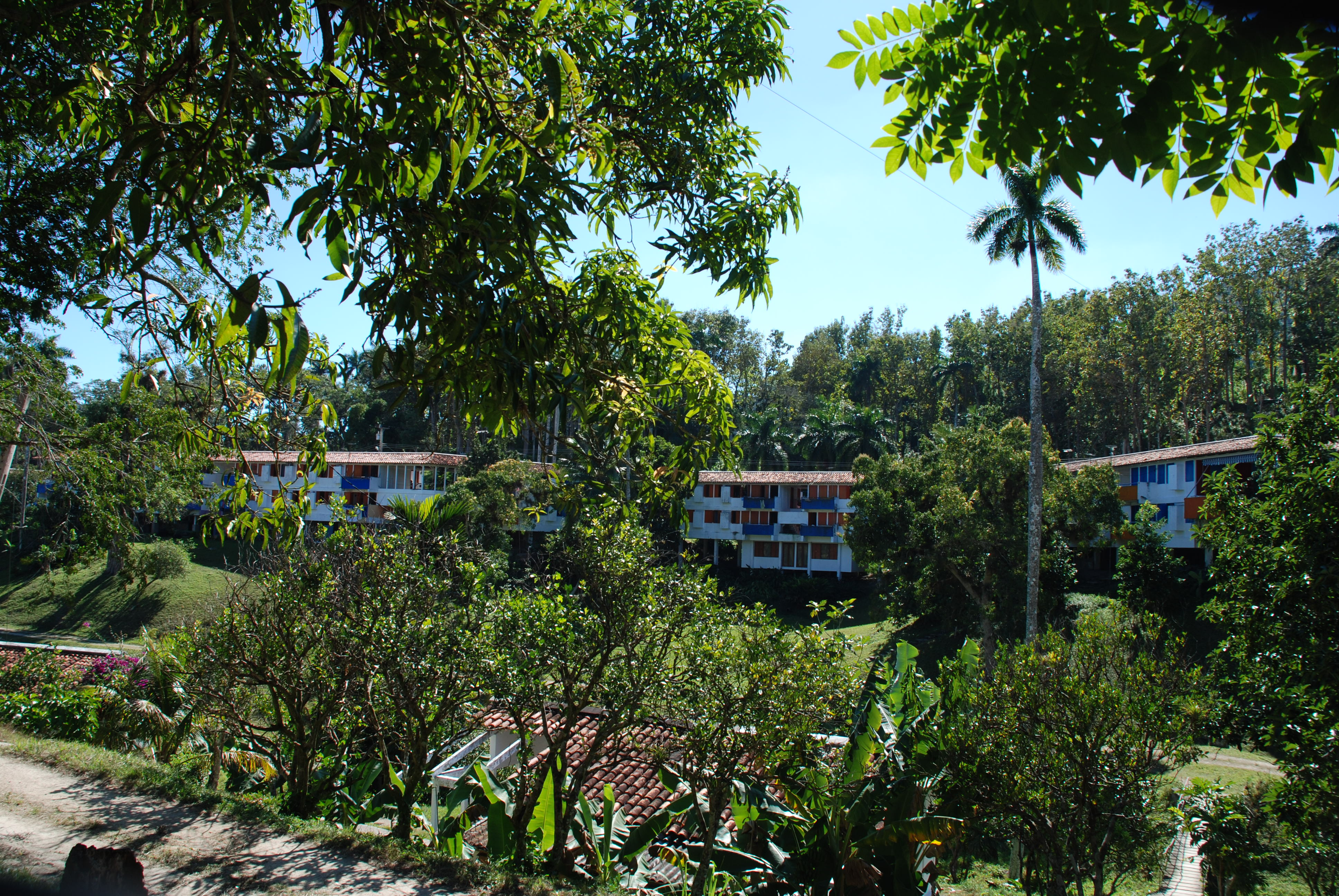
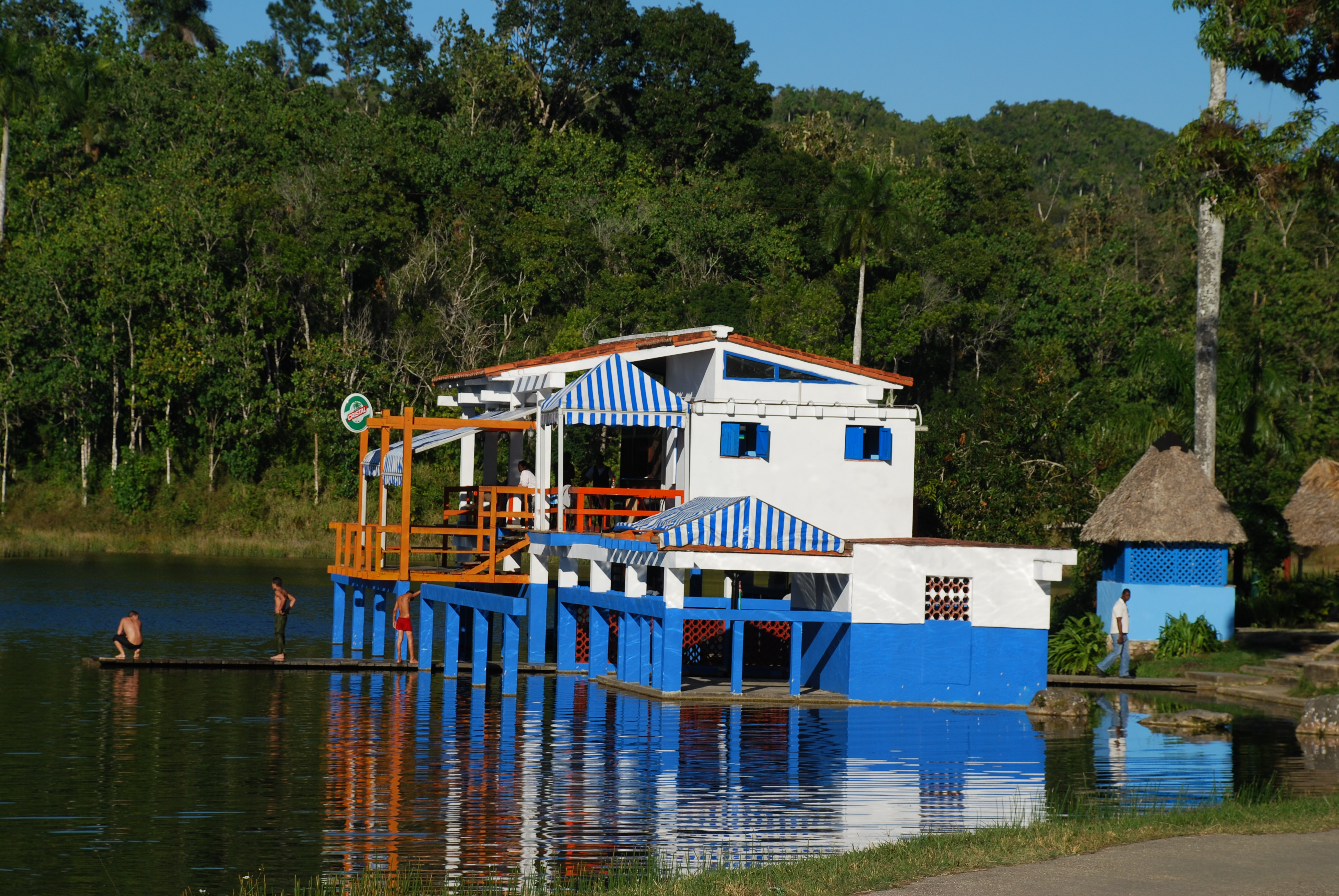
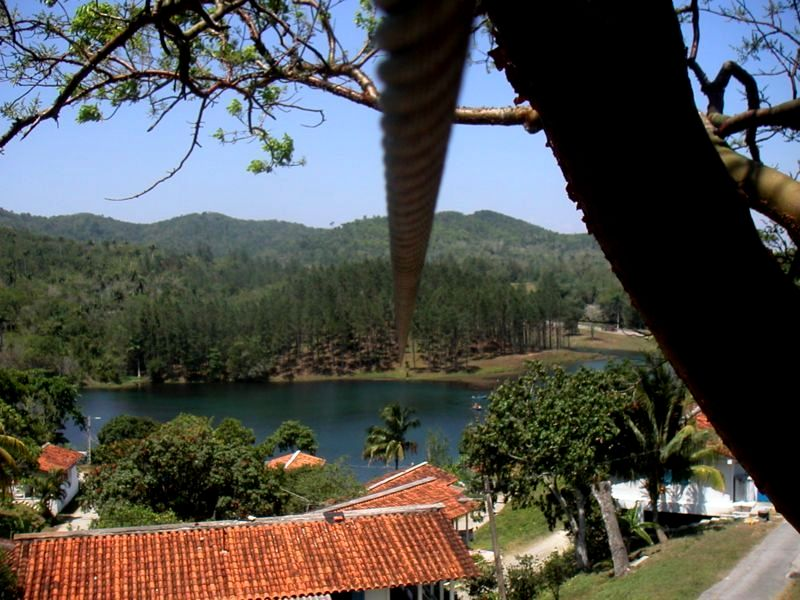
Vue sur le lac et départ de la tyrolienne.

## Personnalités liées
- Polo Montañez (1955-2002) est originaire des environs de Las Terrazas[31] (avant que le lieu prenne ce nom)

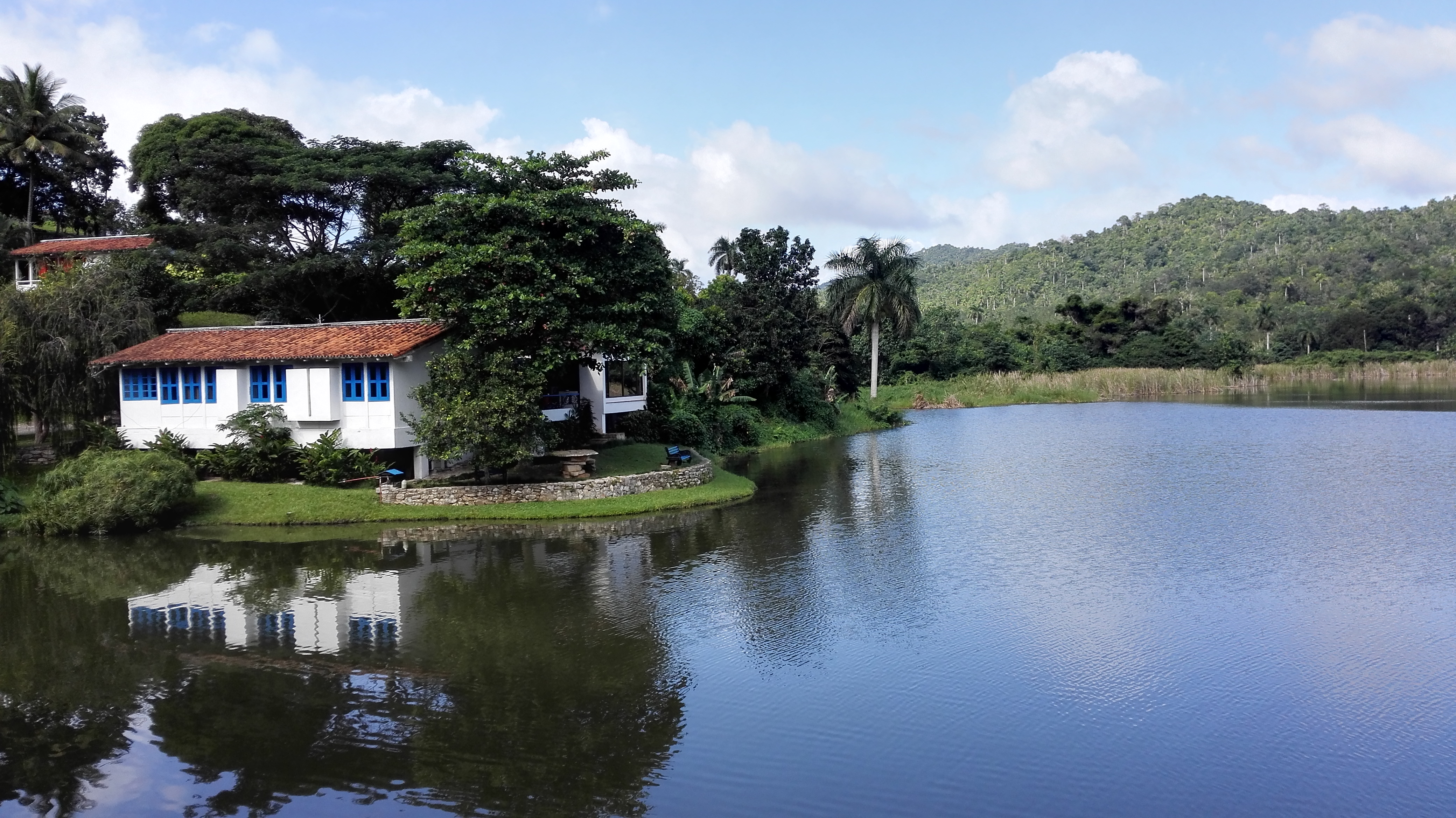
Maison-musée de Polo Montañez.
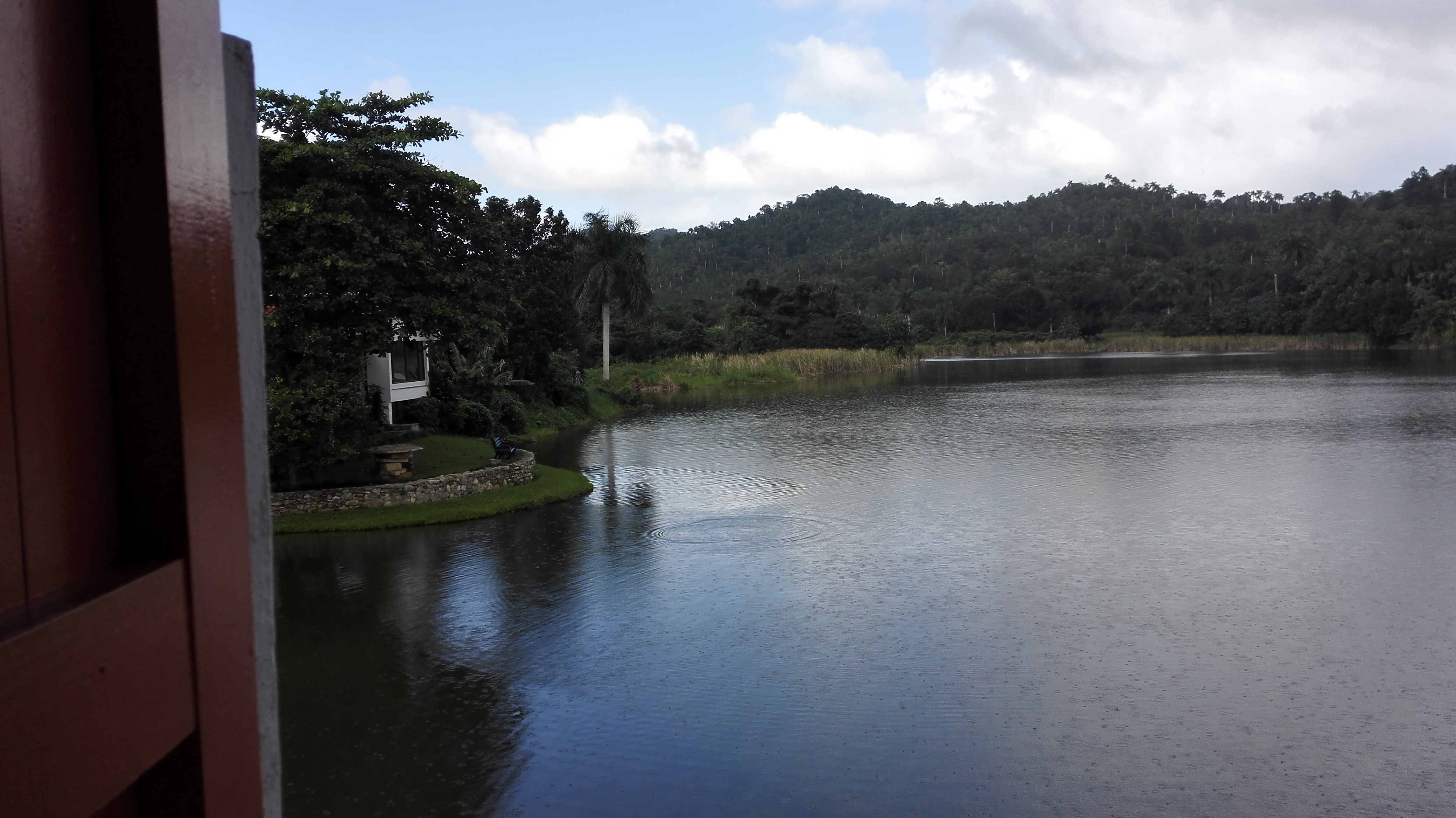
Vue depuis la maison-musée de Polo Montañez.
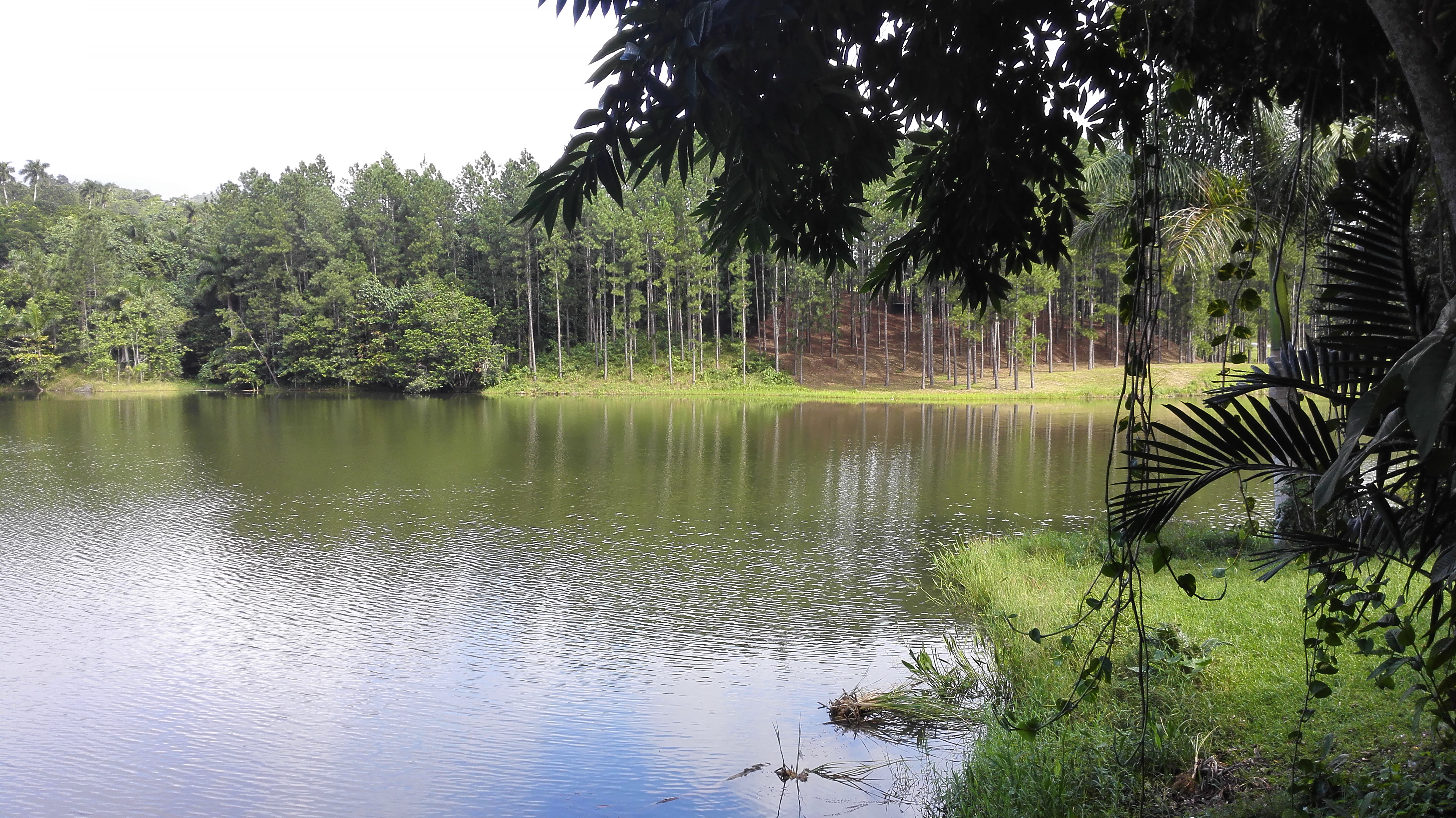
Vue depuis la maison-musée de Polo Montañez.